# EDC Paris Business School
EDC Paris Business School je evropská obchodní škola s kampusem v La Défense. Škola byla založena v roce 1950.

## Popis
EDC je akreditována u třech mezinárodních organizací: CGE, EPAS, a UGEI. Škola má přibližně 15 000 absolventů. Mezi významné absolventy patří Jean Todt (prezident FIA).